# Hải Thanh (xã)
Hải Thanh là một xã cũ thuộc huyện Hải Hậu, tỉnh Nam Định, Việt Nam.
Xã Hải Thanh có diện tích 4,91 km², dân số năm 2022 là 7.469 người, mật độ dân số đạt 1354 người/km².